# Precipitación con etanol
La precipitación con etanol es un método utilizado para purificar y/o concentrar el ARN, el ADN y los polisacáridos como la pectina y el xiloglucano a partir de soluciones acuosas añadiendo etanol como antisolvente.

## Precipitación de ADN

### Teoría

La primera esfera de solvatación de un ion de sodio disuelto en agua.

El ADN es polar debido a su esqueleto de fosfato altamente cargada. Su polaridad lo hace soluble en agua (el agua es polar) según el principio "lo semejante disuelve lo semejante".
Debido a la alta polaridad del agua, ilustrada por su elevada constante dieléctrica de 80,1 (a 20 °C), las fuerzas electrostáticas entre las partículas cargadas son considerablemente menores en una solución acuosa que en el vacío o en el aire.
Esta relación se refleja en la ley de Coulomb, que puede utilizarse para calcular la fuerza que actúa sobre dos cargas {\displaystyle q_{1}} y {\displaystyle q_{2}} separados por una distancia {\displaystyle r} utilizando la constante dieléctrica {\displaystyle \varepsilon _{r}} (también llamada permitividad estática relativa) del medio en el denominador de la ecuación ({\displaystyle \varepsilon _{0}} es la permitividad del vacío):
{\displaystyle F={\frac {1}{4\pi \varepsilon _{r}\varepsilon _{0}}}{\frac {q_{1}q_{2}}{r^{2}}}}
A nivel atómico, la reducción de la fuerza que actúa sobre una carga se debe a que las moléculas de agua forman una esfera de solvatación a su alrededor. Este hecho hace que el agua sea un muy buen disolvente para compuestos cargados como las sales. La fuerza eléctrica que normalmente mantiene unidos los cristales de sal mediante enlaces iónicos se debilita en presencia del agua, lo que permite que los iones se separen del cristal y se propaguen por la solución.
El mismo mecanismo opera en el caso de los grupos de fosfato cargados negativamente en la esqueleto del ADN: aunque los iones positivos están presentes en la solución, la fuerza electrostática neta relativamente débil les impide formar enlaces iónicos estables con los fosfatos y precipitarse fuera de la solución.
El etanol es mucho menos polar que el agua, con una constante dieléctrica de 24,3 (a 25 °C). Esto significa que la adición de etanol a la solución interrumpe el cribado de cargas por parte del agua. Si se añade suficiente etanol, la atracción eléctrica entre los grupos fosfato y los iones positivos presentes en la solución se vuelve lo suficientemente fuerte como para formar enlaces iónicos estables y la precipitación del ADN. Esto suele ocurrir cuando el etanol compone más del 64% de la solución. Como sugiere el mecanismo, la solución tiene que contener iones positivos para que se produzca la precipitación; normalmente Na+, NH4+ o Li+ desempeñan este papel
.

### Práctica

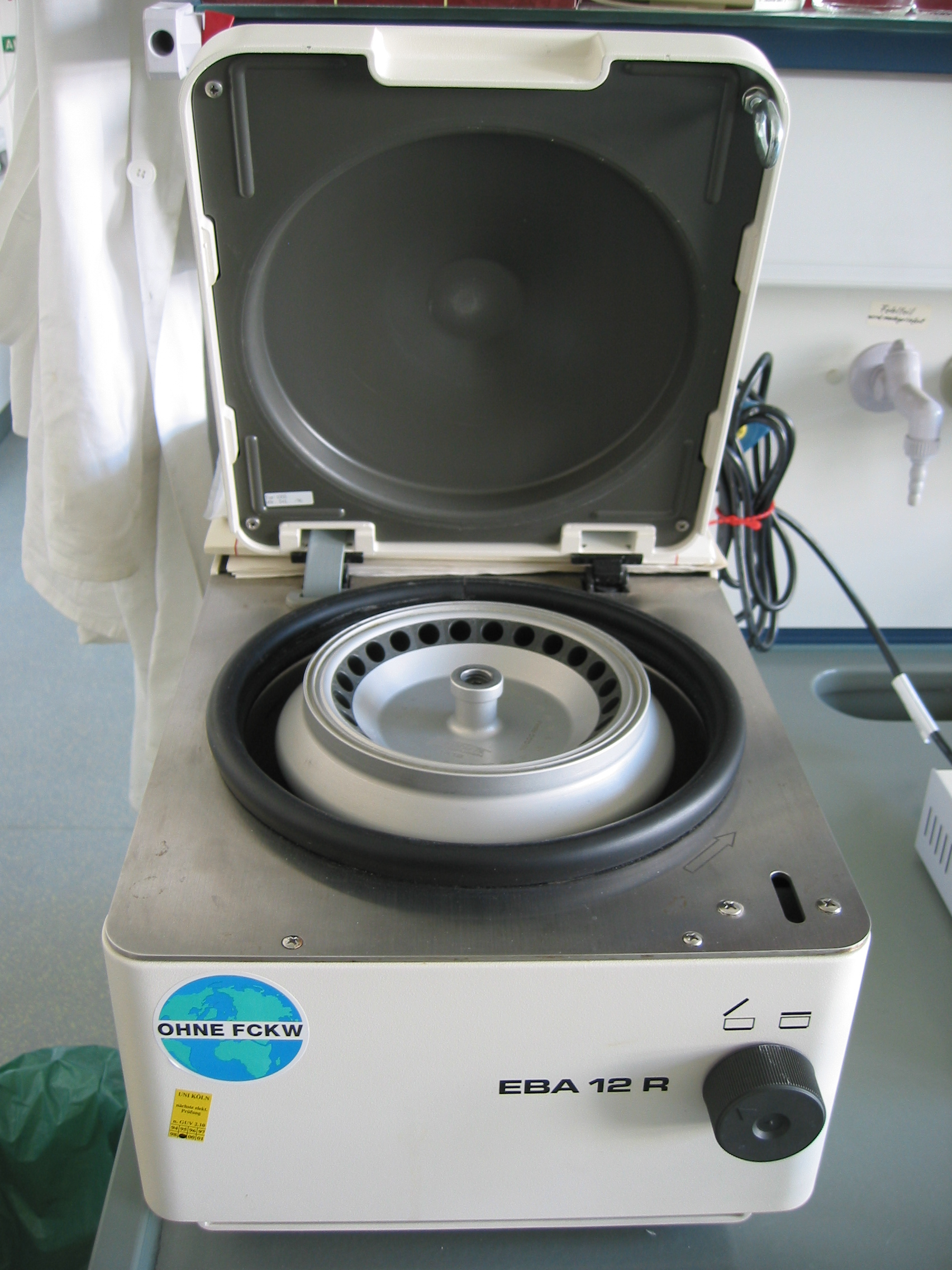
Una centrifugadora de mesa de laboratorio

El ADN se precipita asegurándose primero de que la concentración correcta de iones positivos está presente en la solución (un exceso dará lugar a una gran cantidad de sal que co-precipite con el ADN, y un defecto dará lugar a una recuperación incompleta del ADN) y luego añadiendo dos o tres volúmenes de etanol al menos al 95%. Muchos protocolos aconsejan almacenar el ADN a baja temperatura en este punto, pero también se ha observado que puede no mejorar la recuperación del ADN, e incluso puede disminuir la eficacia de la precipitación si se utiliza el tiempo de incubación nocturno. Por lo tanto, se puede conseguir una buena eficacia a temperatura ambiente, pero si se tiene en cuenta la posible degradación, probablemente sea mejor incubar el ADN en hielo húmedo. El tiempo de incubación óptimo depende de la longitud y la concentración del ADN. Los fragmentos más pequeños y las concentraciones más bajas requerirán tiempos más largos para lograr una recuperación aceptable. Para longitudes muy pequeñas y concentraciones bajas se recomienda la incubación nocturna. En estos casos, el uso de portadores como el ARNt, el glucógeno o la poliacrilamida lineal pueden mejorar mucho la recuperación.
Durante la incubación, el ADN y algunas sales se precipitarán de la solución; en el siguiente paso, este precipitado se recoge por centrifugación en un tubo de microcentrífuga a altas velocidades (~12.000g). El tiempo y la velocidad de centrifugación tienen el mayor efecto en las tasas de recuperación de ADN. De nuevo, los fragmentos más pequeños y las diluciones más altas requieren una centrifugación más larga y rápida. La centrifugación puede realizarse tanto a temperatura ambiente como a 4 °C o 0 °C.
Durante la centrifugación, el ADN precipitado tiene que desplazarse a través de la solución de etanol hasta el fondo del tubo, las temperaturas más bajas aumentan la viscosidad de la solución y los volúmenes más grandes hacen que la distancia sea más larga, por lo que ambos factores disminuyen la eficiencia de este proceso que requiere una centrifugación más larga para el mismo efecto.
Tras la centrifugación, se elimina la solución sobrenadante, dejando un pellet de ADN crudo. El hecho de que el pellet sea visible depende de la cantidad de ADN y de su pureza (los pellets más sucios son más fáciles de ver) o del uso de co-precipitantes.
En el siguiente paso, se añade etanol al 70% al pellet, y se mezcla suavemente para romper el pellet y lavarlo. Esto elimina algunas de las sales presentes en el sobrenadante sobrante y unidas al pellet de ADN haciendo que el ADN final esté más limpio. Esta suspensión se centrifuga de nuevo para volver a tener pellet de ADN y se elimina la solución sobrenadante. Este paso se repite una vez.
Finalmente, el pellet se seca al aire y el ADN se resuspende en agua u otro tampón deseado. Es importante no secar demasiado el pellet, ya que puede provocar la desnaturalización del ADN y dificultar su resuspensión.
También se puede utilizar isopropanol en lugar de etanol; la eficacia de precipitación del isopropanol es mayor, por lo que un volumen es suficiente para la precipitación. Sin embargo, el isopropanol es menos volátil que el etanol y necesita más tiempo para secarse al aire en el último paso. El pellet también puede adherirse menos al tubo cuando se utiliza el isopropanol.